# The Soft Machine
Pour les articles homonymes, voir The Soft Machine (homonymie).
Albums de Soft Machine
Volume Two
(1969)
Singles
1. Joy of a Toy
Sortie : Novembre 1968

The Soft Machine est le premier album studio du groupe éponyme, sorti en décembre 1968.

## Origine de l'album
Après la première tournée nord-américaine avec le Jimi Hendrix Experience, Soft Machine et Hugh Hopper se retrouvent en « congés » à New York avant de repartir. Ils décident donc de profiter de cette petite pause pour enregistrer leur premier album et honorer la première moitié de leur contrat avec Probe Records. Mais l'album aurait bien pu ne jamais voir le jour. En effet, vers la fin de la deuxième tournée, les choses allaient de moins en moins bien pour le groupe. À la fin de celle-ci, ils prennent la décision de se séparer. Il faudra l'insistance de Probe (avec un argument de force : un contrat d'enregistrement pour deux albums) pour les faire revenir sur leur décision.

## Contenu
- Les trois premières chansons, Hope for Happiness/Joy of a Toy/Hope for Happiness (Reprise) ne forment en fait qu'une seule.
- Les quatrième et cinquième chansons, Why Am I So Short?/So Boot If At All, sont en fait I Should've Known. Wyatt avait modifié les paroles le soir juste avant l'entrée en studio.
- Priscilla est un hommage à Priscilla Scanio, compagne de longue date de Mike Ratledge.
- Lullabye Letter était autrefois connue sous le nom de Strangest Scene.
- Box 25/4 Lid fut enregistrée en une seule prise et seuls Ratledge et Hopper y jouent. L'improvisation fut en réalité un petit « passe-temps » pour Hopper qui était resté à l'hôtel tout le long de l'enregistrement. Toutefois c'est la première fois que ce dernier utilise une pédale fuzz sur une basse.

## Classement
L'album s'est classé 160e au Billboard 200.

## Liste des titres
| 1. | Hope for Happiness           | Kevin Ayers, Mike Ratledge, Brian Hopper | 4:21 |
| 2. | Joy of a Toy                 | Ayers, Ratledge                          | 2:49 |
| 3. | Hope for Happiness (Reprise) | Ayers, Ratledge, B. Hopper               | 1:38 |
| 4. | Why Am I So Short?           | Ratledge, Ayers, Hugh Hopper             | 1:39 |
| 5. | So Boot If At All            | Ayers, Ratledge, Robert Wyatt            | 7:25 |
| 6. | A Certain Kind               | H. Hopper                                | 4:11 |

| 7.  | Save Yourself              | Wyatt                  | 2:26 |
| 8.  | Priscilla                  | Ayers, Ratledge, Wyatt | 1:03 |
| 9.  | Lullabye Letter            | Ayers                  | 4:32 |
| 10. | We Did It Again            | Ayers                  | 3:46 |
| 11. | Plus belle qu'une poubelle | Ayers                  | 1:03 |
| 12. | Why Are We Sleeping?       | Ayers, Ratledge, Wyatt | 5:30 |
| 13. | Box 25/4 Lid               | Ratledge, H. Hopper    | 0:49 |

## Personnel

### Musiciens
- Mike Ratledge : orgue et piano
- Kevin Ayers : basse et chant sauf sur Box 25/4 Lid
- Robert Wyatt : batterie et chant sauf sur Box 25/4 Lid

### Musiciens additionnels
- Hugh Hopper : basse sur Box 25/4 Lid
- Le trio féminin "The Cake", constitué de : Jeanette Jacobs, Barbara Morillo et Eleanor Barooshian : chœurs (sur Why Are We Sleeping ?)